# Was wir wussten – Risiko Pille
Was wir wussten – Risiko Pille ist ein deutscher Fernsehfilm aus dem Jahr 2019. Regie führte Isa Prahl, das Drehbuch stammt von Eva Zahn und Volker A. Zahn. Er wurde vom NDR für den FilmMittwoch im Ersten produziert und hatte seine Premiere im September 2019 auf dem Internationalen Filmfest von Oldenburg.

## Handlung
Mit einer großen Werbekampagne wird von einem (fiktiven) Pharma-Konzern die Markteinführung der neuen Antibabypille „Bellacara“ vorangetrieben. Man verspricht jungen Mädchen neben einer sicheren Verhütung eine reine Haut, einen prallen Busen, eine schönere Figur und tolle Haare. Eine Antibabypille als Lifestyle-Produkt. Dr. Carsten Gellhaus hat innerhalb des für die Markteinführung zuständigen „Actions Teams“ die Aufgabe, das „Medical Document“ mit allen medizinisch relevanten Daten für die behördliche Freigabe zu erstellen. Doch noch bevor „Bellacara“ in den Handel kommt, erfährt Gellhaus, dass die Mikropille womöglich gesundheitsgefährdend ist. Auch privat steht der Vater zweier Teenager-Töchter an einer Wendemarke, seine Ehe ist zerrüttet, und mit beinahe jugendlichem Übermut verliebt er sich ausgerechnet in seine Chefin Sabine. Je näher die Markteinführung von „Bellacara“ rückt, desto mehr gerät Carsten Gellhaus unter Druck und in Gewissensnöte. Wie loyal kann er angesichts des wissenschaftlich dokumentierten Pillen-Risikos gegenüber seinem Arbeitgeber sein? Hat er nicht die moralische Pflicht, gegen die Markteinführung dieser Antibaby-Pille aufzubegehren? Als er versucht, mit neuen Formulierungen auf dem Beipackzettel die Risiken der Pille zumindest zu benennen, setzen ihm seine Vorgesetzten – u. a. auch seine Chefin und Geliebte Sabine – die Pistole auf die Brust: Entweder er tut, was die Konzernleitung verlangt, oder er wird vor die Tür gesetzt.
Carsten Gellhaus beugt sich frustriert dem Druck der Unternehmensleitung und reicht das „Medical Document“ ohne seine vorgeschlagenen Ergänzungen ein. „Bellacara“ erhält daraufhin die Zulassung als Antibaby-Pille und zusätzlich als Mittel gegen Hautunreinheiten. Am Ende sehen wir eine Aktionärsversammlung, bei der von Thrombosen und „Bellacara“ geschädigte Frauen gegen die Pille des Pharmakonzern demonstrieren. Carsten Gellhaus entdeckt unter den betroffenen Frauen die ehemalige Altenpflegerin seiner Mutter, sie wäre beinahe gestorben und leidet schwer unter den Nachwirkungen der Thrombose. Carsten Gellhaus ist geschockt. Für einen Moment sieht es so aus, als schmeiße er alles hin und kündige. Aber dann ist klar: Carsten Gellhaus macht weiter, das nächste neue Medikament muss schließlich auf den Markt gebracht werden.

## Hintergrund
Der Film verarbeitet einen realen Medizin-Skandal. Mitte der 1990er Jahre kamen weltweit Antibabypillen der 3. und 4. Generation in den Handel, die dank vergleichsweise geringer Dosierung des hormonellen Wirkstoffs Gestagen neben Schwangerschaften auch Hautkrankheiten verhindern halfen. Im Nebeneffekt erkrankten jedoch überdurchschnittlich viele Nutzerinnen an Thrombose. Die umstrittenen Pillen werden in Deutschland noch heute verschrieben. In den Vereinigten Staaten wurden zur Vermeidung von Sammelklagen bisher 2,1 Milliarden Dollar an 10.700 betroffene Frauen und Mädchen gezahlt. In Frankreich wurde den Pillen die Zulassung entzogen. In Deutschland hingegen sind die Antikonzeptiva mit dem betreffenden Gestagen noch vor Aspirin der größte Umsatzbringer des Bayer-Konzerns. Beim Zustandekommen des Films wirkten auch Mitglieder der Betroffenen-Gruppe „Risiko Pille“ mit, einige der betroffenen Frauen treten auch in einer Szene des Films auf. Die Ausstrahlung von Was wir wussten – Risiko Pille stieß die Diskussion um die lebensbedrohlichen Nebenwirkungen der Antibabypille in Deutschland wieder an, der Bayer-Konzern sah sich zu einer öffentlichen Stellungnahme gezwungen.
Bei der Ausstrahlung in der ARD am 23. Oktober 2019 erreichte das Pharma-Drama 3,90 Millionen Zuschauer, was einem Marktanteil von 13,3 Prozent entspricht.

## Kritiken
Als „Film über Opportunismus in der Arbeitswelt“, schreibt Heike Huppertz in der Frankfurter Allgemeinen Zeitung, funktioniere das „Work-Place-Drama auf ganzer Linie“. Dass Was wir wussten „die Auswirkungen privater Turbulenzen auf die professionelle Performance“ zeige, ist für epd medien „viel mehr noch als im wichtigen Aufklärungsansatz, eine besondere Stärke dieses Films“. Für den Kritiker des Tagesspiegels hantieren die Autoren hingegen mit „semantischen Klischees aus dem Setzkasten der Kapitalismuskritik“, während die Süddeutsche Zeitung „die Ambivalenz der Hauptfigur“ lobt, „die das Autoren-Ehepaar Eva und Volker A. Zahn gekonnt herausgearbeitet“ habe. Was wir wussten sei „großartig“, urteilt Hörzu, und auch TV Spielfilm findet lobende Worte für das Pillendrama: „In kühl-‚transparenten‘ Räumen inszeniert und mit zynischen Dialogen ausgestattet, zielt das brisante Drama auf die meist ignorierten Gefahren dieser Pillen. Brisant und nah an der traurigen Realität.“